# Kapitan Majtas: Pierwszy wielki film
Kapitan Majtas: Pierwszy wielki film (ang. Captain Underpants: The First Epic Movie) – amerykański film animowany z 2017 roku w reżyserii Davida Soren, na podstawie książki Kapitan Majtas autorstwa Dave'a Pilkeya. Wyprodukowany przez DreamWorks i 20th Century Fox. Premiera filmu w Polsce odbyła się 21 lipca 2017.

## Opis fabuły
Dwóch obdarzonych wyjątkowo niezwykłą wyobraźnią kolegów szkolnych słynie z niesamowitych wyczynów. Pewnego dnia przechodzą sami siebie i hipnotyzują nielubianego dyrektora, każąc mu wierzyć, że jest niepokonanym i pełnym entuzjazmu, choć niezbyt rozgarniętym superbohaterem, znanym jako „Kapitan Majtas”.

## Obsada
- Ed Helms jako Kapitan Majtas / Pan Krupp
- Kevin Hart jako George
- Thomas Middleditch jako Harold
- Nick Kroll jako Profesor Pofajdanek
- Jordan Peele jako Melvin
- Kristen Schaal jako Edith
- DeeDee Rescher jako Pani Ribble
- Brian Posehn jako Pan Rected
- Mel Rodriguez jako Pan Fyde
- David Soren jako Tommy

## Wersja polska
- Mateusz Narloch – George Beard
- Filip Przybylski – Pan Dyrektor Benjamin „Benny” Krupp / Kapitan Majtas
- Jakub Szydłowski – Profesor Pofajdanek
- Mateusz Weber – Harold Hutchins
- Maciej Nawrocki – Melvin Nerdas
- Lidia Sadowa – Edith
- Magdalena Warzecha – Tara
- Andrzej Konopka – Pan Zad
- Karol Osentowski – Tommy
- Sławomir Grzymkowski – Pan Z. Mrożony
- Agnieszka Kudelska – Pani O'Błędna
- Dorota Chotecka-Pazura – Pani Beard – Mama George'a